# Erki Nool
Erki Nool (Võru, Szovjetunió, 1970. június 25. –) olimpiai bajnok észt atléta és politikus. Sportpályafutásában tízpróbázó volt.
Nool legnagyobb sikere a 2000-es olimpia tízpróba számában megnyert aranyérme volt. Habár a Sydney-i versenyen a tíz versenyszám egyikét sem ő nyerte, összesítésben az ő eredménye lett a legjobb. Győzelméhez az is kellett, hogy a verseny főbírója felülbírálta a diszkoszvetés egyik versenybíróját, amikor Nool harmadik, utolsó kísérletét mégis érvényesnek fogadta el. (Az első két dobása érvénytelen volt, rontott harmadik dobásával kiesett volna a versenyből.) Ellenfelei csapatvezetői hiába óvták meg ezt a döntést, végül a 43,66 méteres dobás érvényesnek számított. Nool végül a cseh Roman Šebrle és az amerikai Chris Huffins előtt végezve olimpiai bajnok lett.
Négyszer választották meg az év sportolójának Észtországban: 1996-ban, 1997-ben, 1998-ban és 2000-ben.
2007 óta parlamenti képviselő Nool az Erakond Isamaa ja Res Publica Liit (Res Publica – Unió a Köztársaságért) színeiben.

## Eredményei
| Év   | Esemény                              | Helyszín                 | Helyezés | Versenyszám | Pontszám    |
| ---- | ------------------------------------ | ------------------------ | -------- | ----------- | ----------- |
| 1992 | Olimpiai játékok                     | Barcelona, Spanyolország | —        | Tízpróba    | DNF         |
| 1994 | Európa-bajnokság                     | Helsinki, Finnország     | 10.      | Tízpróba    | 7953 pont   |
| 1995 | Fedett pályás világbajnokság         | Barcelona, Spanyolország | 7.       | Hétpróba    | 5887 pont   |
| 1995 | Világbajnokság                       | Göteborg, Svédország     | 4.       | Tízpróba    | 8268 pont   |
| 1996 | Fedett pályás Európa-bajnokság       | Stockholm, Svédország    | 1.       | Hétpróba    | 6188 pont   |
| 1996 | Olimpiai játékok                     | Atlanta, USA             | 6.       | Tízpróba    | 8543 pont   |
| 1997 | Fedett pályás világbajnokság         | Párizs, Franciaország    | 2.       | Hétpróba    | 6213 pont   |
| 1997 | Világbajnokság                       | Athén, Görögország       | 6.       | Tízpróba    | 8413 pont   |
| 1998 | Európa-bajnokság                     | Budapest, Magyarország   | 1.       | Tízpróba    | 8667 pont   |
| 1998 | IAAF World Combined Events Challenge |                          | 1.       | Tízpróba    | 25 967 pont |
| 1999 | Fedett pályás világbajnokság         | Maebasi, Japán           | 2.       | Hétpróba    | 6374 pont   |
| 1999 | Világbajnokság                       | Sevilla, Spanyolország   | 14.      | Tízpróba    | 7568 pont   |
| 2000 | Fedett pályás Európa-bajnokság       | Gent, Belgium            | 3.       | Hétpróba    | 6200 pont   |
| 2000 | Olimpia                              | Sydney, Ausztrália       | 1.       | Tízpróba    | 8641 pont   |
| 2000 | IAAF World Combined Events Challenge |                          | 1.       | Tízpróba    | 26 089 pont |
| 2001 | Fedett pályás világbajnokÍ           | Lisszabon, Portugália    | 5.       | Hétpróba    | 6074 pont   |
| 2001 | Világbajnokság                       | Edmonton, Kanada         | 2.       | Tízpróba    | 8815 pont   |
| 2001 | IAAF World Combined Events Challenge |                          | 2.       | Tízpróba    | 25 839 pont |
| 2001 | Jóakarat Játékok                     | Brisbane, Ausztrália     | 3.       | Tízpróba    | 8323 pont   |
| 2002 | Fedett pályás Európa-bajnokság       | Bécs, Ausztria           | 3.       | Hétpróba    | 6084 pont   |
| 2002 | Európa-bajnokság                     | München, Németország     | 2.       | Tízpróba    | 8438 pont   |
| 2003 | Világbajnokság                       | Párizs, Franciaország    | —        | Tízpróba    | DNF         |
| 2004 | Olimpiai játékok                     | Athén, Görögország       | 8.       | Tízpróba    | 8235 pont   |
| 2004 | Fedett pályás világbajnokság         | Budapest, Magyarország   | 5.       | Hétpróba    | 6093 pont   |
| 2005 | Fedett pályás Európa-bajnokság       | Madrid, Spanyolország    | 12.      | Hétpróba    | 5712 pont   |